# Musaranya elefant de Peters
La musaranya elefant de Peters (Rhynchocyon petersi) és una de les setze espècies vivents de musaranya elefant d'Àfrica. Com els altres membres del gènere Rhynchocyon, és una espècie relativament grossa; els adults tenen una longitud mitjana de 28 cm i un pes mitjà de 450-700 g. És endèmica de Kenya i Tanzània.

## Galeria

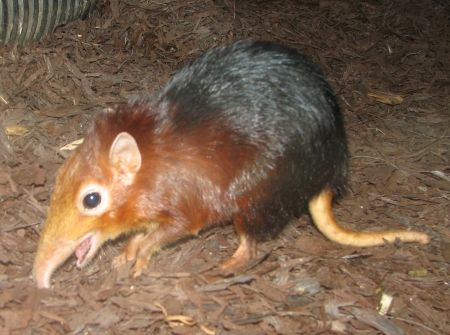
Musaranya elefant
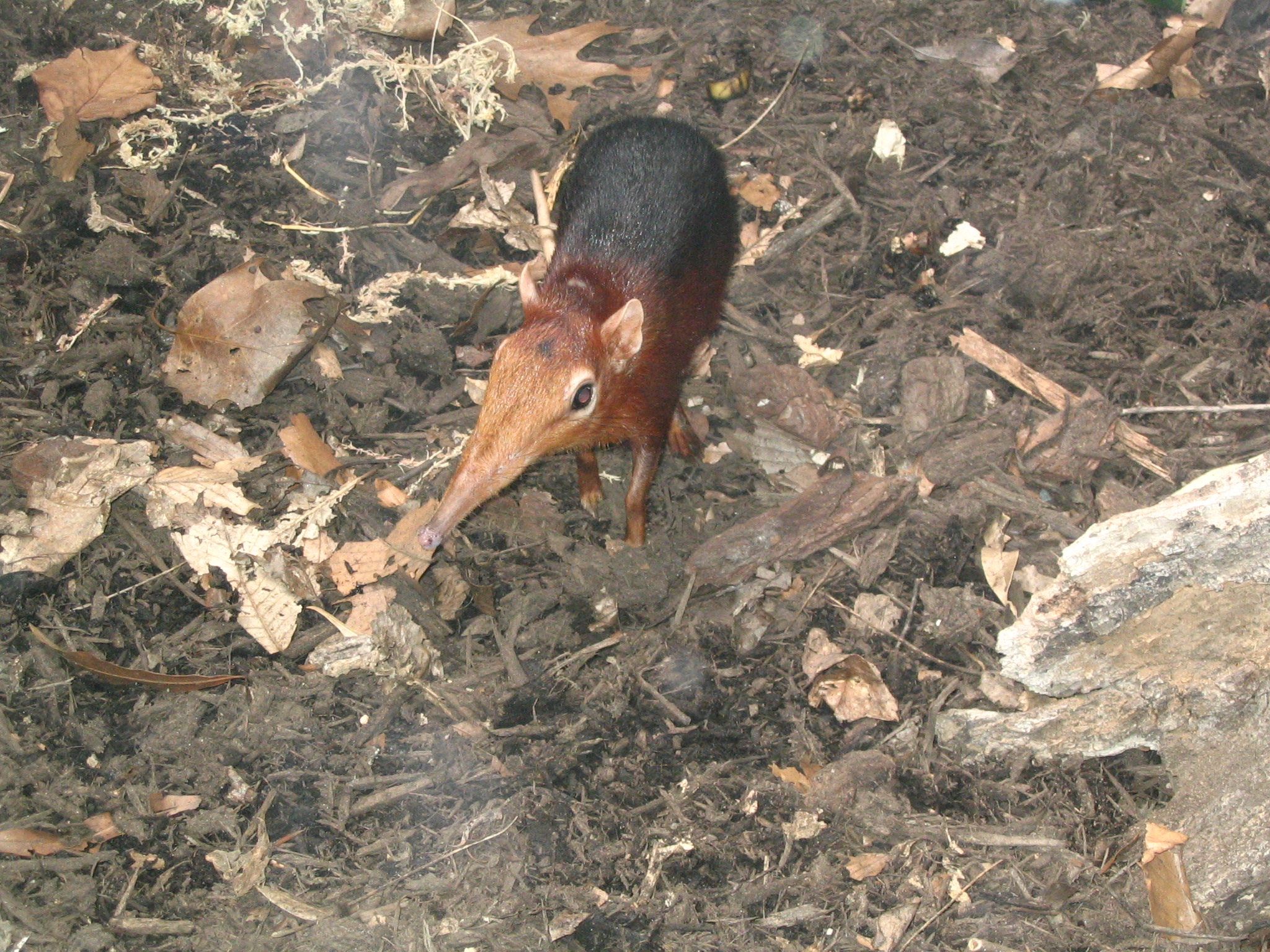
Musaranya elefant
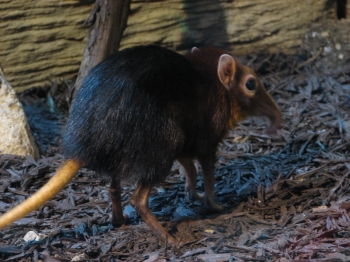
Musaranya elefant